# Danh sách album phối lại bán chạy nhất thế giới

## Danh sách
| Vị trí | Album                                        | Nghệ sĩ         | Phát hành         | Vị trí xếp hạng cao nhất[A] | Chứng nhận                                    | Doanh số | Nguồn             |
| ------ | -------------------------------------------- | --------------- | ----------------- | --------------------------- | --------------------------------------------- | -------- | ----------------- |
| 1      | Blood on the Dance Floor: HIStory in the Mix | Michael Jackson | Tháng 5 năm 1997  | 24                          | : Bạch kim · : Vàng · : Bạch kim · : Bạch kim | 6 triệu  | [ 5 ]             |
| 2      | You Can Dance                                | Madonna         | Tháng 11 năm 1987 | 14                          | : Bạch kim · : Bạch kim · : Bạch kim          | 5 triệu  | [ 7 ]             |
| 3      | J to tha L-O! The Remixes                    | Jennifer Lopez  | Tháng 2 năm 2002  | 1                           | : Vàng · : Bạch kim · : Bạch kim              | 4 triệu  | [ 9 ]             |
| 4      | Shut Up and Dance                            | Paula Abdul     | Tháng 5 năm 1990  | 7                           | : Bạch kim                                    | 3 triệu  | [ cần dẫn nguồn ] |